# Lukas Geniušas

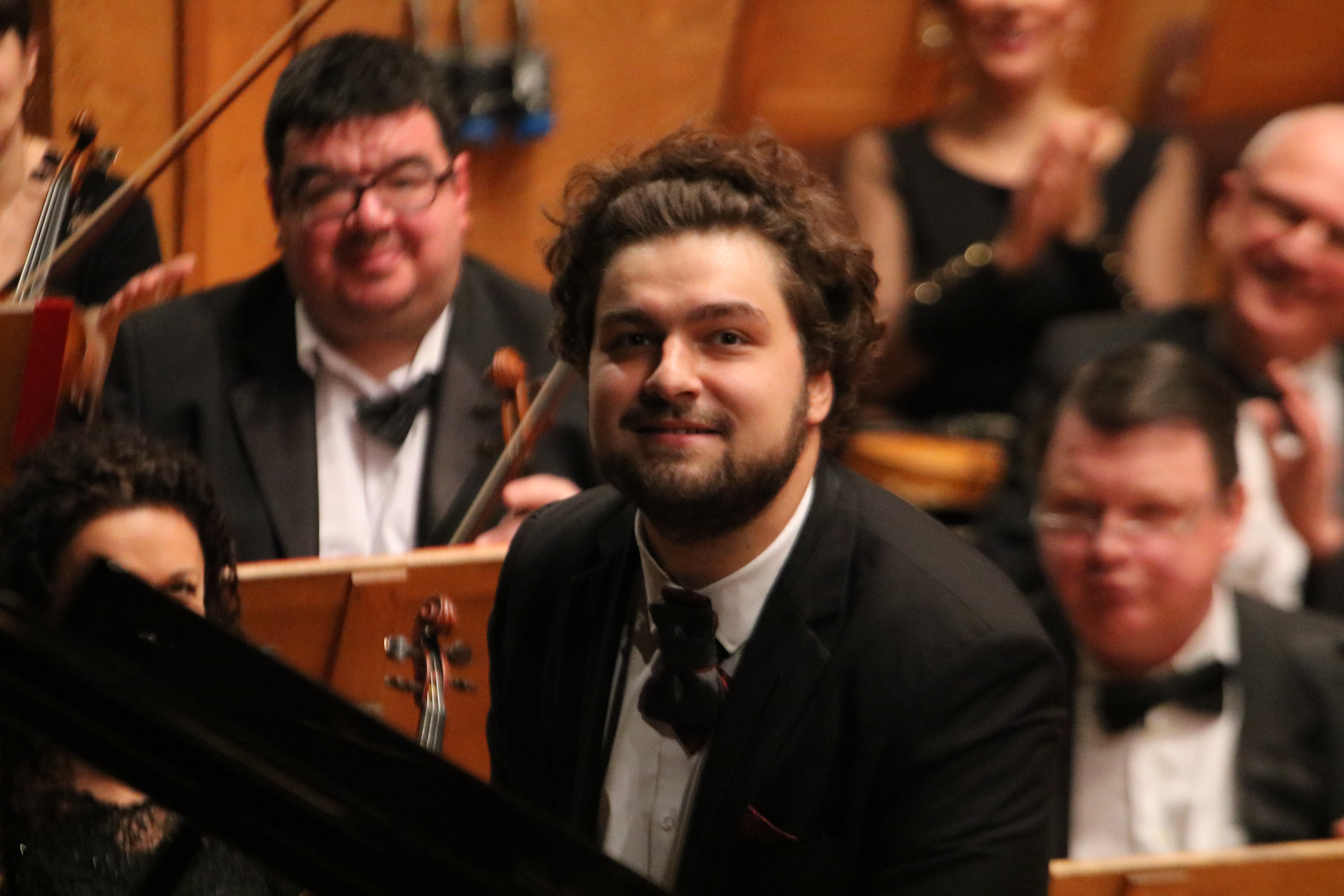
Lukas Geniušas, 2020

Lukas Geniušas (* 1. Juli 1990 in Moskau, Sowjetunion) ist ein litauisch-russischer Pianist.

## Leben
Geniušas lernte seit dem fünften Lebensjahr Klavierspiel und trat 1996 in die Moskauer Frédéric-Chopin-Hochschule für Musikaufführungen ein. Am Moskauer Konservatorium studierte er Piano bei Wera Wassiljewna Gornostajewa. 2004 erhielt er ein Stipendium der Mstislaw-Leopoldowitsch-Rostropowitsch-Stiftung. Seit 1996 tritt er international mit verschiedenen Orchestern auf und gibt Solokonzerte.

### Tschaikowski-Wettbewerb
Lukas Geniušas gewann 2015 beim 15. Internationalen Tschaikowsky-Wettbewerb den zweiten Platz. Er spielte in der zweiten Runde Etüden von Chopin (Op. 10, Nr. 3–6), die erste Sonate, Op. 1 von Brahms und die siebte Sonate, Op. 83 von Prokofiew. Im Finale spielte er als einziger Teilnehmer das zweite Klavierkonzert von Tschaikowski. Als zweites Konzert spielte er das dritte Klavierkonzert von Rachmaninow.

## Familie
Geniušas Vater ist der litauische Pianist Petras Geniušas, seine Mutter Ksenija Knorre ist Professorin am Moskauer Konservatorium. Seine Großmutter war die russische Pianistin Wera Wassiljewna Gornostajewa.

## Ehrungen und Auszeichnungen
- 2003: 1. Preis beim Ersten Pianowettbewerb der Zentralen Musikschule in Moskau.
- 2005: 2. Preis in der Gina Bachauer International Piano Competition, Young Artists, Salt Lake City, Utah, USA.
- 2009: 1. Preis Internationaler Piano-Wettbewerb Musica della Val Tidone, Pianello Val Tidone, Provinz Piacenza, Italien.
- 2010: 1. Preis Gina Bachauer International Piano Competition, Salt Lake City, Utah, USA.[4]
- 2010: 2. Preis Internationaler Chopin-Wettbewerb, Warschau, Polen.
- 2012: 1. Preis Internationaler Deutscher Pianistenpreis, Frankfurt am Main.
- 2015: 2. Preis zusammen mit George Li Tschaikowski-Wettbewerb, Moskau, Russische Föderation.